# Leucocoprinus
Leucocoprinus Pat. (czubnik) – rodzaj grzybów należący do rodziny pieczarkowatych (Agaricaceae).

## Systematyka i nazewnictwo
Pozycja w klasyfikacji według Index Fungorum: Agaricaceae, Agaricales, Agaricomycetidae, Agaricomycetes, Agaricomycotina, Basidiomycota, Fungi.
Polską nazwę podał Władysław Wojewoda w 1998 r. W polskim piśmiennictwie mykologicznym należące do tego rodzaju gatunki opisywane były też jako czubajka, bedłka, stroszka, czubek.
Synonimy naukowe:
- Lepiotophyllum Locq., Leucobolbitius (J.E. Lange) Locq.
- Mastocephalus Battarra ex Kuntze[3]:

Gatunki występujące w Polsce:
- Leucocoprinus birnbaumii (Corda) Singer – czubnik cytrynowy
- Leucocoprinus cepistipes (Sowerby) Pat. – czubnik cebulowotrzonowy
- Leucocoprinus cretaceus (Bull.) Locq. 1945[4]
- Leucocoprinus cygneus (J.E. Lange) Bon – tzw. jedwabniczek biały
- Leucocoprinus heinemannii Migl. 1987[4]
- Leucocoprinus ianthinus (Sacc.) P. Mohr 1994[4]
- Leucocoprinus leucothites (Vittad.) Redhead 2023 – czubnik pospolity[5]
- Leucocoprinus straminellus (Bagl.) Narducci & Caroti – czubnik siarkowy[6]

Nazwy naukowe na podstawie Index Fungorum. Wykaz gatunków i nazwy polskie według Władysława Wojewody i innych.